# Tindaskagi
Tindaskagi är en ås i republiken Island. Den ligger i regionen Suðurland, 60 km öster om huvudstaden Reykjavík.